# توکایوو (شهرستان تویمازینسکی، باشقیرستان)
توکایوو (انگلیسی: Tukayevo, Tuymazinsky District, Republic of Bashkortostan) یک شهرک در شهرستان تویمازینسکی استان باشقیرستان کشور روسیه است.